# 特定技能
特定技能（とくていぎのう）英:  Specific skill（スペシフィックスキル）とは、2019年に開始された日本の在留資格。少子高齢化の進展で深刻化する労働力不足に対応するために設置されたものであり、一定の技能及び日本語能力基準を満たした者が特定技能としての在留を許可される。2018年に可決・成立した改正出入国管理法により在留資格「特定技能」が創設され、2019年4月から受入れが可能となった。

## 概要
特定技能は出入国管理及び難民認定法第二条の二に定められた在留資格である。外国人労働者用の在留資格であり、資格の取得には技能及び日本語能力の試験に合格する、又は技能実習で一定の条件を満たす必要がある。
種類として通算で上限5年の在留期限がある「特定技能1号」と在留期間3年又は1年で6か月ごとの更新のある「特定技能2号」の2種類がある。

## 就業について
建設、造船・船用工業、自動車整備、航空、宿泊、農業、漁業、飲食料品製造業、外食業の14分野の決められた業務と付随する業務に限り認められる。従事する仕事も専門性や高度な技能を必要とした物に限られる。同一分野又は別分野の技能試験に合格した場合は転職が認められている。

## 技能実習との違い
技能実習は技能の移転を目的にした資格であるので、試験はない（介護職種のみ入国時N4レベルの日本語能力試験要件あり）が、特定技能は労働力を目的にした資格なので、相当の知識及び技能を必要とする。また従事する仕事のレベルも、特定技能の方が高いものとなっている。技能実習は原則転職出来ないが、特定技能は同一業務であれば転職出来る。
転職は、技能実習は原則不可であり、特定技能1号、2号は可である。在留期間は、技能実習は最長5年であり、特定技能1号は通算5年であり、2号は上限なしである。家族帯同は、技能実習は不可であり、特定技能1号は不可であり、2号は可である。
また、技能実習から特定技能に移行することも可能である。

## 職種について
「特定技能」の対象業種は、国内で十分な人材を確保できないとされ、特定産業分野に指定されている以下の16種。
- 介護
- ビルクリーニング業
- 工業製品製造業
- 建設業
- 造船・舶用工業
- 自動車整備業
- 航空業
- 宿泊業
- 自動車運送業
- 鉄道
- 農業
- 漁業
- 飲食料品製造業
- 外食業
- 林業
- 木材産業

## 各種統計
| 年                         | 人      | 外国人全体に占める割合 |
| -------------------------- | ------- | ---------------------- |
| 2019年6月(最も古い統計)    | 20      | 0.0%                   |
| 2019年12月(開始年の末時点) | 1,621   | 0.06%                  |
| 2020年12月                 | 15,663  | 0.54%                  |
| 2021年12月                 | 49,666  | 1.80%                  |
| 2022年12月                 | 130,923 | 4.26%                  |
| 2023年12月                 | 208,462 | 6.11%                  |

各四半期末（３か月ごと）の在留人数が法務省により公表される。
2020年（令和2年）5月29日、出入国在留管理庁は、「特定技能」で滞在する外国人が、2020年3月末で3,987人になったと発表した。初年度の最大受け入れ見込み47,550人の10分の１にも満たなかった。2020年4月末時点も併せて発表し、4,497人だった。増加率は鈍化しており、2019新型コロナウイルス感染拡大による入国制限の影響が出た。特定技能の資格取得は、試験に合格する方法と、技能実習制度で約3年以上の経験を積んだ実習生が試験を免除されて移行する方法があるが、入管庁によると3月末時点で在留人数の92％を占める3,663人が実習生からの移行だった。
2022年（令和4年）4月、出入国在留管理庁は初めて特定技能2号の在留資格を許可した。許可を受けた中国国籍の労働者は、建設キャリアアップカードレベル3を取得し、コンクリート圧送施工技能検定1級に合格していた。今回の事例により今後の申請者に必要とされる事実上の最低基準が示された。1号は2023年末の在留者数は20万8425人、2号は37人。

## 特定技能の申請
特定技能の許可を得るためには、書類の提出が必要である。在留資格変更許可申請の場合は、原則本人が申請人でなければならない。

## 特定技能の受入れ
企業が特定技能外国人を受け入れる際には2種類の方法がある。
1. 登録支援機関に委託する
2. 自社で支援をする（自社支援）

登録支援機関とは、特定技能外国人の受入れ企業からの委託を受け。特定技能外国人の活動を安定的かつ円滑に行うための、在留期間における支援計画の作成やその実施を行う機関のことである。
一方で自社支援とは、法律で定められた支援業務を登録支援機関や組合に委託せず、受入れ企業の担当者が実施することを指す。自社支援で受け入れするにあたって、不安やハードルが高い場合は、特定技の自社管理システムを利用することによって、不安の解消やハードルを下げることができる。